# 649

## Починали
- 14 май – Теодор I, римски папа